# Championnat d'Asie masculin de basket-ball 1960
Navigation
Taïwan 1963
Le championnat d'Asie de basket-ball 1960 est la première édition du championnat d'Asie des nations. Elle s'est déroulée du 16 au 28 janvier 1960 à Manille aux Philippines.

## Classement final
| Position | Équipe       | Bilan |
| -------- | ------------ | ----- |
| 1        | Philippines  | 9v-0d |
| 2        | Taïwan       | 7v-2d |
| 3        | Japon        | 5v-4d |
| 4        | Corée du Sud | 3v-6d |
| 5        | Hong Kong    | 2v-4d |
| 6        | Indonésie    | 1v-5d |
| 7        | Malaisie     | 0v-6d |